# Anders Hansson (musiker)
Anders Erik Viktor Hansson, född 20 augusti 1962, är en svensk musikproducent, musiker och låtskrivare. 
Hansson har varit i musikbranschen sedan sent 1980-tal och har arbetat med artister som Alcazar, Lena Philipsson, Cher, Tommy Nilsson, Agnes, Bodies Without Organs, Victoria Beckham, Rachel Stevens, Agneta Fältskog och Malena Ernman. Hansson medverkade på Secret Services sista album Aux deux Magots, 1987 och inledde då ett mångårigt samarbete med Ola Håkansson, Tim Norell och Alexander Bard.
1993 gav Hansson ut albumet Love Conquers All under artistnamnet "Love CA".
Hansson har producerat ett antal låtar för Melodifestivalen bland annat "Dansa i neon" och "Det gör ont" med Lena Philipsson, "Not a Sinner, Nor a Saint" och "Alcastar" med Alcazar, "En dag" med Tommy Nilsson med flera. 2005 deltog han som låtskrivare i Melodifestivalen för första gången med Gone som framfördes av Bodies Without Organs. Han deltog återigen som låtskrivare i Melodifestivalen 2009 med låten "Love Love Love".
Stora internationella framgångar fick han bland annat genom arbetet med Agnes och låten "Release Me" 2009.
Tillsammans med Roxy Recordings har han med sitt Hanssonic Studios tagit över före detta Cheirons lokaler på Drottningholmsvägen i Stockholm.